# Marmolada

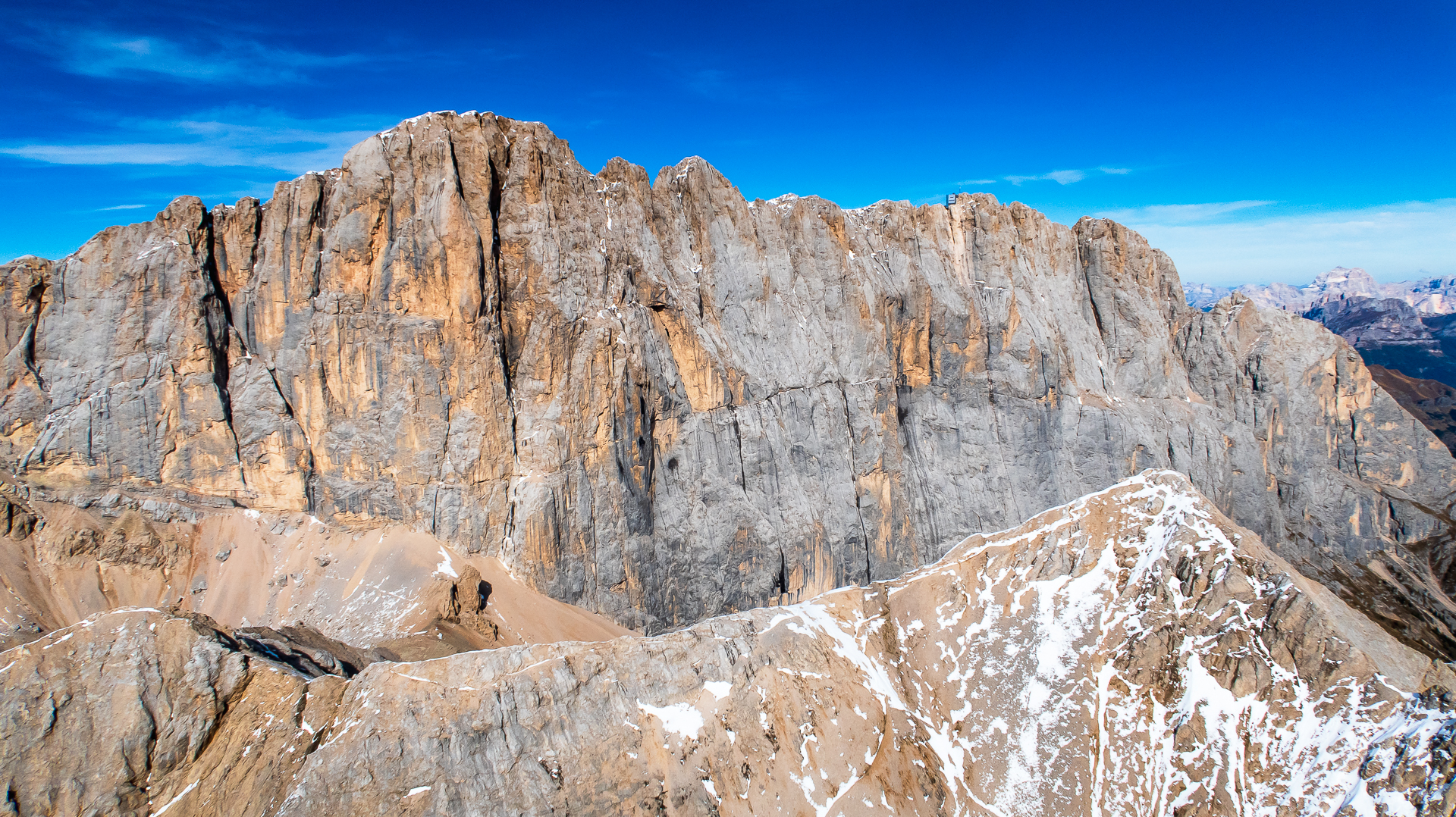
La parete sud della Marmolada fotografata in volo con il parapendio da Cima Ombretta

La Marmolada (detta la Regina delle Dolomiti, Marmolèda in ladino e Marmolata in tedesco) è un gruppo montuoso delle Alpi Orientali (Dolomiti di Fassa) al confine tra la provincia di Trento e la provincia di Belluno, il più alto delle Dolomiti stesse, raggiungendo la quota massima con la Punta Penia (3.343 m), delimitata ad oriente dalla Val Pettorina e ad occidente dalla Val di Fassa, con altre importanti vallate interne al gruppo (da est a ovest): la Val Contrin, la Val di Grepa e la Val San Nicolò. 
Non composta a rigore da dolomia (come le Dolomiti vere e proprie) bensì per lo più da calcari grigi molto compatti derivati da scogliere coralline (calcare della Marmolada), con inserti di materiale vulcanico, importante è anche la presenza al suo interno del più grande ghiacciaio delle Dolomiti, il ghiacciaio della Marmolada.

## Toponimo
Il nome Marmolada, qualora non fosse connesso con il latino marmor "marmo", potrebbe derivare da una radice indoeuropea attestata in greco marmar-, che significa "splendere", "scintillare". Il riferimento è al ghiacciaio sulla cui origine e formazione una leggenda narra che una vecchietta, invano sgridata dai suoi compaesani, raccolse il fieno nel giorno della festa votiva del 5 agosto ("Madonna della Neve"). La notte seguente cominciò a nevicare, e nevicò tanto sino a formare il ghiacciaio che tuttora esiste, e sotto il quale chi sa da quanti secoli, giace ancora la povera vecchietta col suo fieno nel tabiè (fienile).

## Geo-morfologia

### Classificazione

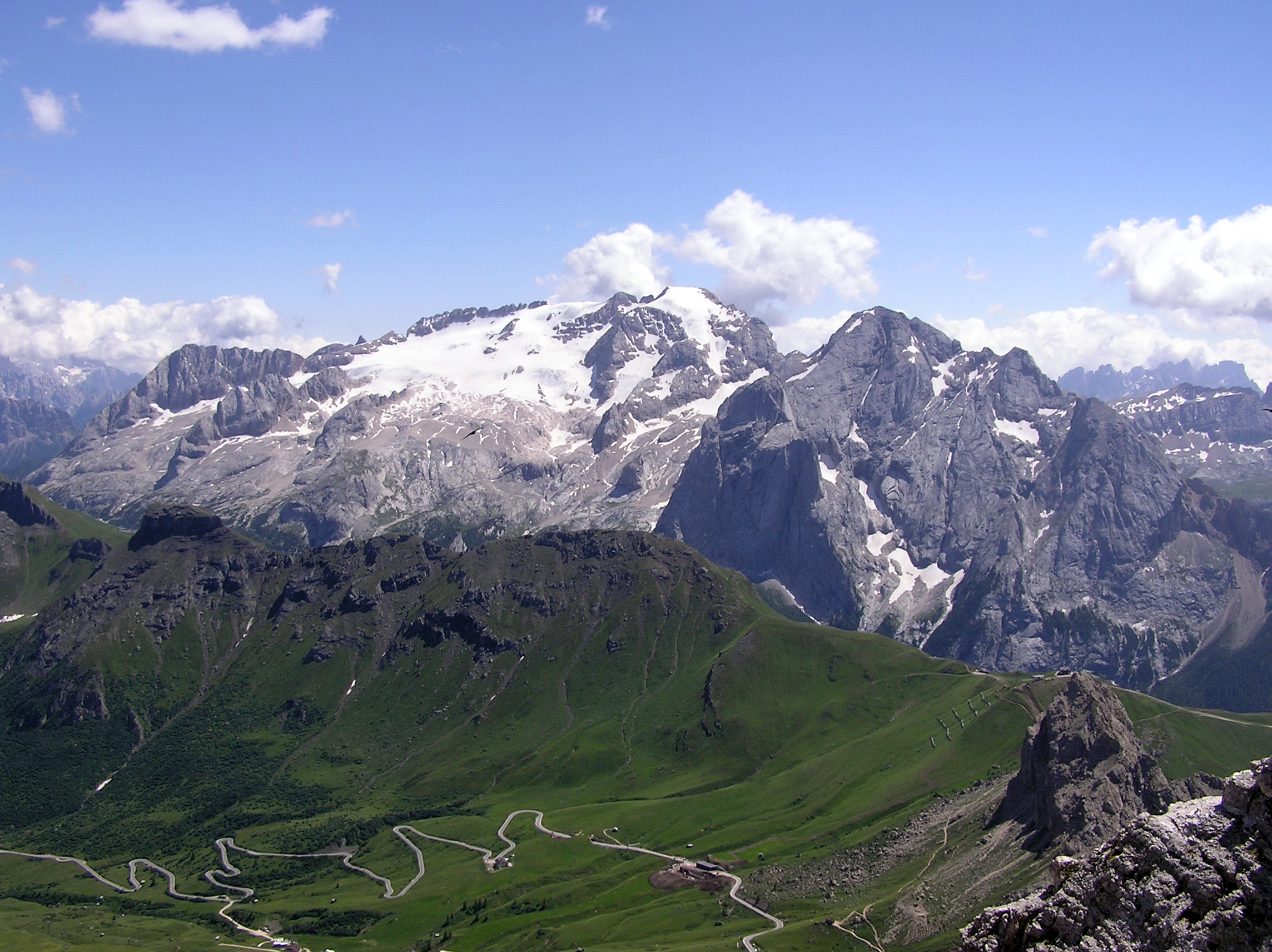
Il versante nord della Marmolada visto dal passo Pordoi.

La SOIUSA vede il Gruppo della Marmolada come un gruppo alpino e vi attribuisce la seguente classificazione:
- Grande parte = Alpi Orientali
- Grande settore = Alpi Sud-orientali
- Sezione = Dolomiti
- Sottosezione = Dolomiti di Gardena e di Fassa
- Supergruppo = Dolomiti di Fassa
- Gruppo = Gruppo della Marmolada
- Codice = II/C-31.III-B.9

### Limiti geografici
Il gruppo della Marmolada ha approssimativamente la forma di un trapezio, con la base maggiore a sud (Val San Pellegrino, Passo San Pellegrino, Valle del Biois) e la base minore a nord (Passo Pordoi). Nel dettaglio e ruotando in senso orario i limiti geografici restano: Passo Pordoi, torrente Cordevole, torrente Biois, Passo San Pellegrino, Val San Pellegrino, Val di Fassa, Passo Pordoi.
L'agenzia del territorio, applicando il decreto presidenziale firmato nel 1982 da Sandro Pertini, il 6 luglio 2018 ha stabilito che il confine passa sulla linea di displuvio; per cui la cima più alta (Punta Penia) è condivisa tra la Provincia di Trento e quella di Belluno. La strapiombante parete sud, la cosiddetta "parete d'argento", con le sue innumerevoli vie di arrampicata, ricade in territorio bellunese. Il ghiacciaio, posto sul versante nord ed oggetto di contese territoriali tra Trentino e Veneto è stato assegnato quasi interamente alla provincia di Trento, con esclusione degli accessi di Punta Penia e Punta Serauta.

### Suddivisione

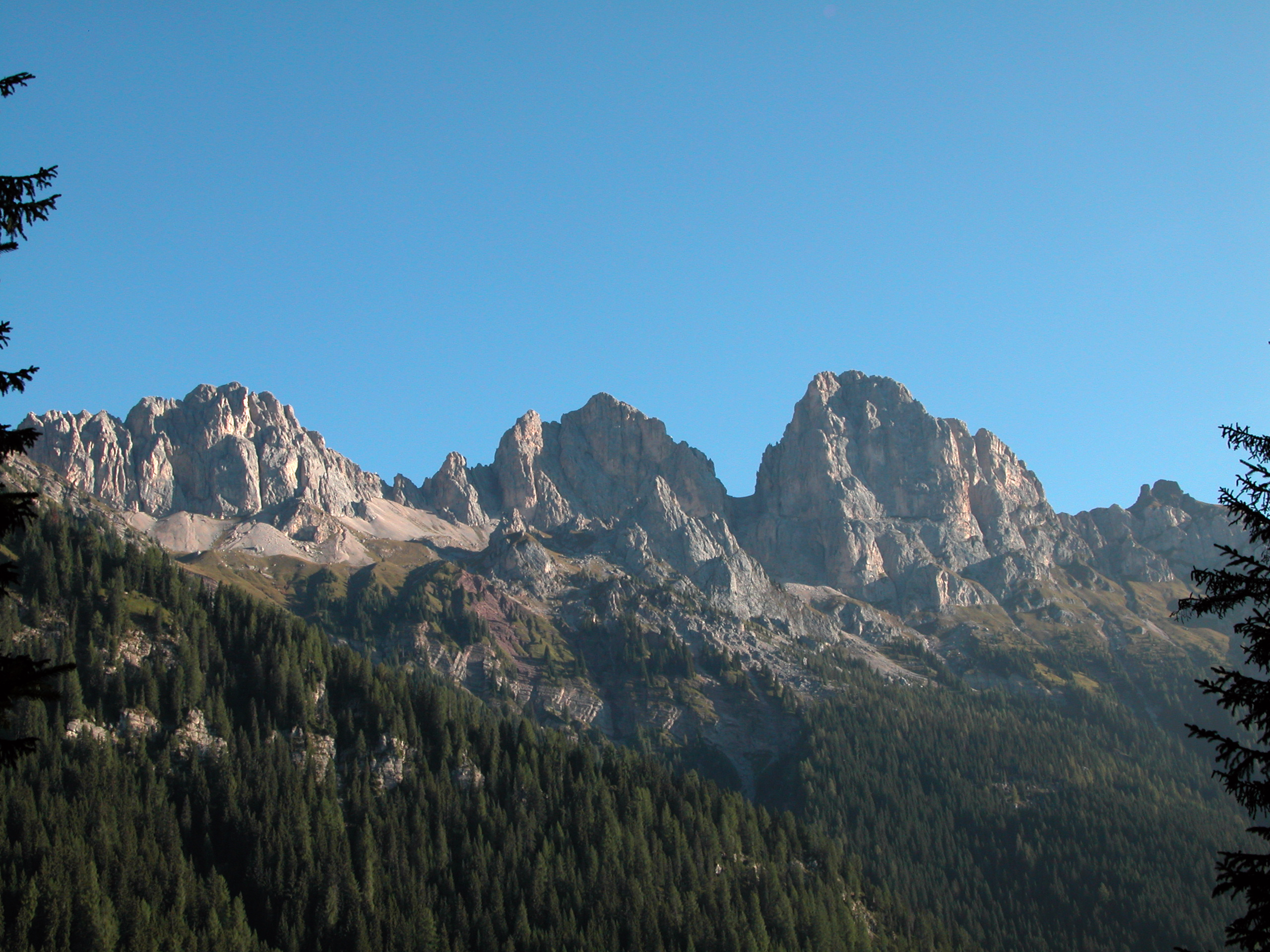
Catena dell'Auta

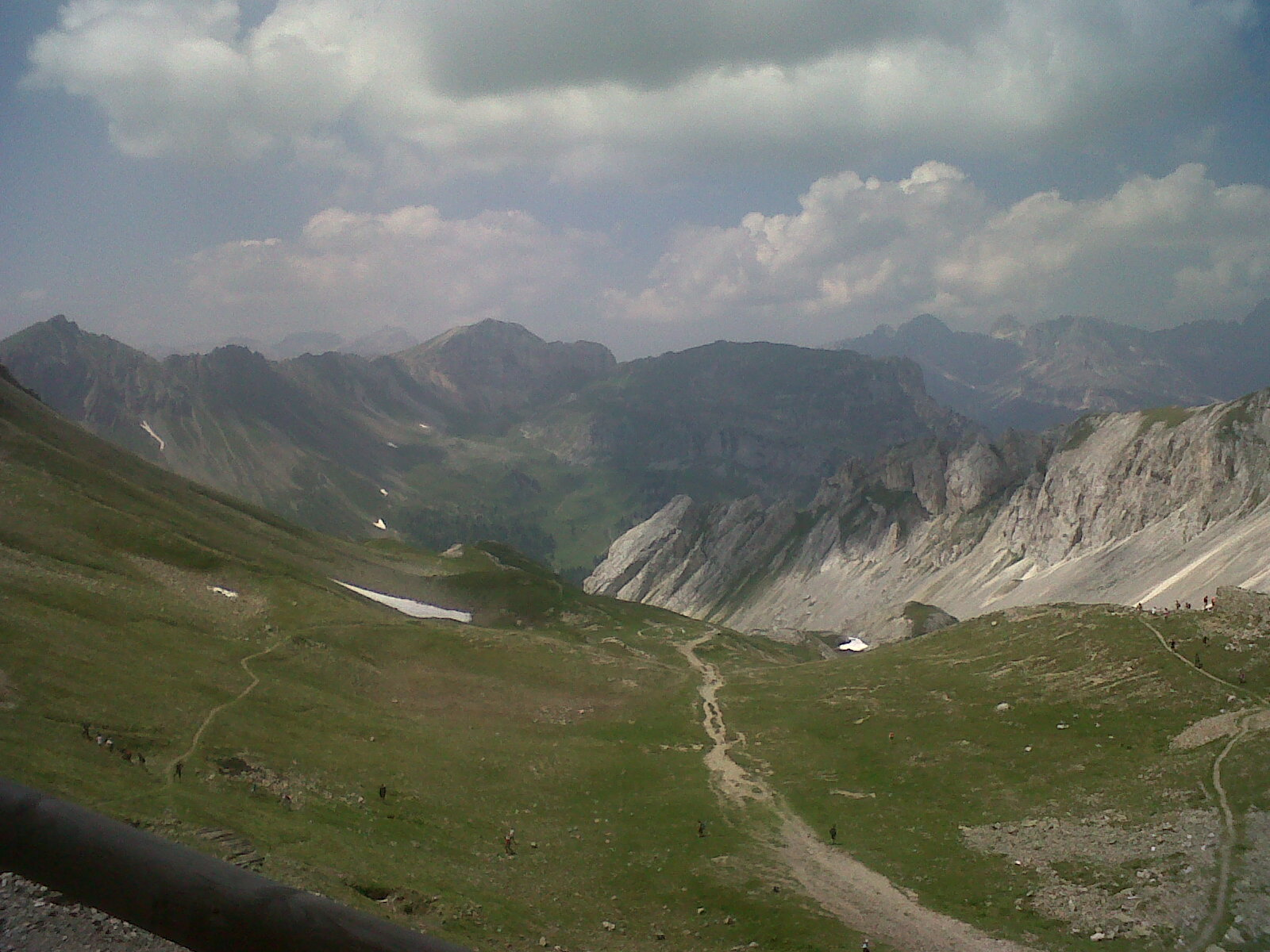
Passo delle Selle

La SOIUSA suddivide il gruppo in sei sottogruppi
- Catena del Padon (9.a)
- Massiccio della Marmolada (9.b)
- Sottogruppo Ombretta-Ombrettola (9.c)
  - Massiccio Sasso Vernale - Cime d'Ombretta (9.c/a)
  - Cresta Ombrettola-Fop (9.c/b)
- Catena dell'Auta (9.d)
- Catena della Cima dell'Uomo (9.e)
- Sottogruppo Collac-Buffaure (9.f)
- Sottogruppo Monzoni-Vallaccia (9.g)

### Descrizione
Al suo interno spicca il massiccio della Marmolada, che presenta una lunga cresta con numerose elevazioni, tra le quali da ovest a est: Gran Vernel (3.205 m), Piccolo Vernèl (3.098 m), Punta Penia (3.343 m s.l.m.), Punta Rocca (3.309 m), Marmolada d'Ombretta (3.230 m), Marmolada di Serauta con Monte Serauta (3.069 m) e Piz Serauta (3.035 m).
Sul versante nord del massiccio della Marmolada si estende il ghiacciaio omonimo, il più esteso delle Dolomiti. Mentre a sud, sopra la val Ombretta, si erge l'imponente parete d'argento, seconda solo alla nord ovest del monte Civetta. A sud del massiccio principale si ergono altre importanti cime quali: Cima Ombretta (3.011 m), Sasso Vernale (3.058 m), Sasso di Valfredda (3.009 m), Cima dell'Uomo (3.010 m), e le Cime d'Auta (2.622 m) sopra Falcade.
Alla base del versante nord, alla quota di circa 2.030 metri, è situato il lago di Fedaia, lungo circa 2 km. Il lago è sbarrato ad ovest da una diga artificiale in calcestruzzo, dall'altezza massima di 60 metri e con uno sviluppo del coronamento di 620. La diga permette, a partire dal 1956, la produzione di circa 20 MW di energia idroelettrica. Nella parte est del lago i resti di uno sbarramento morenico segnano invece il luogo del preesistente lago naturale, lungo circa 180 metri, che segnava il confine tra il Principato vescovile di Bressanone (Impero d'Austria) e la Repubblica di Venezia. Dal lago di Fedaia ha origine il torrente Avisio.

### Vette principali

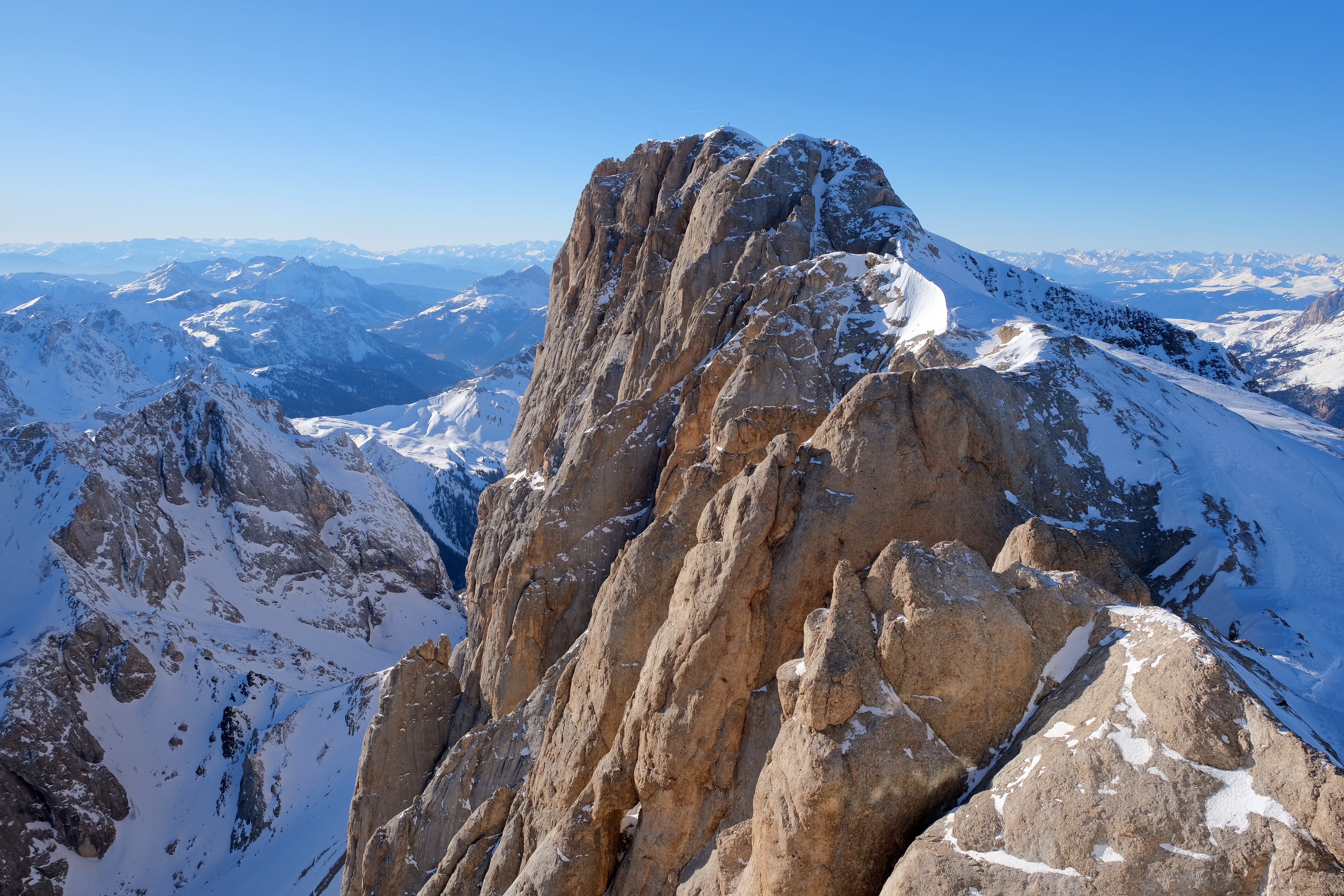
Punta Penia - 3.343 m.

Le vette principali del gruppo della Marmolada sono:
- Punta Penia - 3.343 m
- Punta Rocca - 3.309 m
- Punta Ombretta - 3.230 m
- Gran Vernel - 3.210 m
- Piccolo Vernel - 3.098 m
- Sasso Vernale - 3.058 m
- Piz Serauta - 3.035 m
- Piz de Guda - 2.134 m
- Punta Cornates - 3.029 m
- Cima Ombretta - 3.011 m
- Cima dell'Uomo - 3.010 m
- Sas de Valfreda - 3.009 m
- Cima Ombrettòla - 2.931 m
- Monte Fop - 2.892 m
- Monte La Banca - 2.875 m
- Il Colac - 2.715 m
- Punta della Vallaccia - 2.637 m
- Cima d'Auta Orientale - 2.624 m
- Cima d'Auta Occidentale - 2.602 m
- Cima Barbacin - 2.524 m
- l'Auta - 2.545 m
- Padon - 2.512 m
- I Migogn - 2.389 m
- Sas Bianch - 2.407 m

### Passi e valichi
Nella tabella sottostante sono elencati i passi e valichi del gruppo montuoso in ordine di altezza.
| Nome del valico          | Altezza       | Sottogruppo               | Valli collegate                                                        | Infrastruttura                                                           |
| ------------------------ | ------------- | ------------------------- | ---------------------------------------------------------------------- | ------------------------------------------------------------------------ |
| Forcella della Marmolada | 2896 m s.l.m. | Massiccio della Marmolada | Val di Fassa e Val Contrin                                             | sentiero 606 (Via Alpina-itinerario Giallo, Alta via delle Dolomiti nº 2 |
| Passo di Ombrettola      | 2868 m s.l.m. | Ombretta-Ombrettola       | Val Contrin e Valon de l'Ombretola                                     | sentiero 612                                                             |
| Passo di Ombretta        | 2702 m s.l.m. | Ombretta-Ombrettola       | Val Contrin e Valon de l'Ombretola                                     | sentiero 610 (Sentiero Italia, Alta via delle Dolomiti nº 2)             |
| Passo delle Cirele       | 2683 m s.l.m. | Catena Cima dell'Uomo     | Valle del Biois e Val Contrin                                          | sentiero 607 (Sentiero Italia, Alta via delle Dolomiti nº 2)             |
| Forcella del Ciadin      | 2664 m s.l.m. | Catena Cima dell'Uomo     | Val San Pellegrino e Val San Nicolò                                    | sentieri 637 e 637b                                                      |
| Passo delle Selle        | 2528 m s.l.m. | Monzoni-Vallaccia         | Val San Pellegrino e Val San Nicolò (Val de Munciogn)                  | sentiero 604                                                             |
| Forcia Neigra            | 2509 m s.l.m. | Collac-Buffaure           | Ciampac e Val Contrin                                                  | sentieri 613 e 646 (Via Alpina-itinerario Giallo)                        |
| Passo Pasché             | 2502 m s.l.m. | Catena Cima dell'Uomo     | Val San Nicolò e Val Contrin                                           | sentiero 609                                                             |
| Forcella Costela         | 2500 m s.l.m. | Monzoni-Vallaccia         | Val San Pellegrino (Val de Pesmeda) e Val San Nicolò (Val di Munciogn) | sentiero 551                                                             |
| Passo di Forca Rossa     | 2490 m s.l.m. | Ombretta-Ombrettola       | Val Pettorina e Valle del Biois                                        | sentiero 689 (Alta via delle Dolomiti nº 2)                              |
| Forcella Valaccia        | 2468 m s.l.m. | Monzoni-Vallaccia         | Valacia e Val de Munciogn (Val San Nicolò)                             | sentiero 615                                                             |
| Sella Brunéch            | 2428 m s.l.m. | Collac-Buffaure           | Val Jumela (Val San Nicolò) e Ciampac                                  | sentiero 613                                                             |
| Passo Padon              | 2369 m s.l.m. | Catena del Padon          | Val Pettorina e Livinallongo                                           | Sentiero 699                                                             |
| Pian delle Selle         | 2361 m s.l.m. | Collac-Buffaure           | Val di Grepa e Ciampac                                                 | sentiero 645 (Via Alpina- itinerario Giallo)                             |
| Passo San Nicolò         | 2338 m s.l.m. | Collac-Buffaure           | Val Contrin e Val San Nicolò                                           | sentiero 608 (Via Alpina- itinerario Giallo)                             |
| Passo Col Becher         | 2312 m s.l.m. | Catena dell'Auta          | Val Pettorina e Val di Biois                                           | sentiero 692                                                             |
| Forcella dei Negher      | 2286 m s.l.m. | Catena dell'Auta          | Val Pettorina e Val di Biois                                           | sentiero 687                                                             |
| Passo Fedaia             | 2056 m s.l.m. | Massiccio della Marmolada | Val di Fassa e Val Pettorina                                           | Strada statale 641 del Passo Fedaia                                      |
| Passo San Pellegrino     | 1919 m s.l.m. | Catena Cima dell'Uomo     | Val San Pellegrino e Val di Biois                                      | Strada statale 346 del Passo di San Pellegrino                           |

## Storia

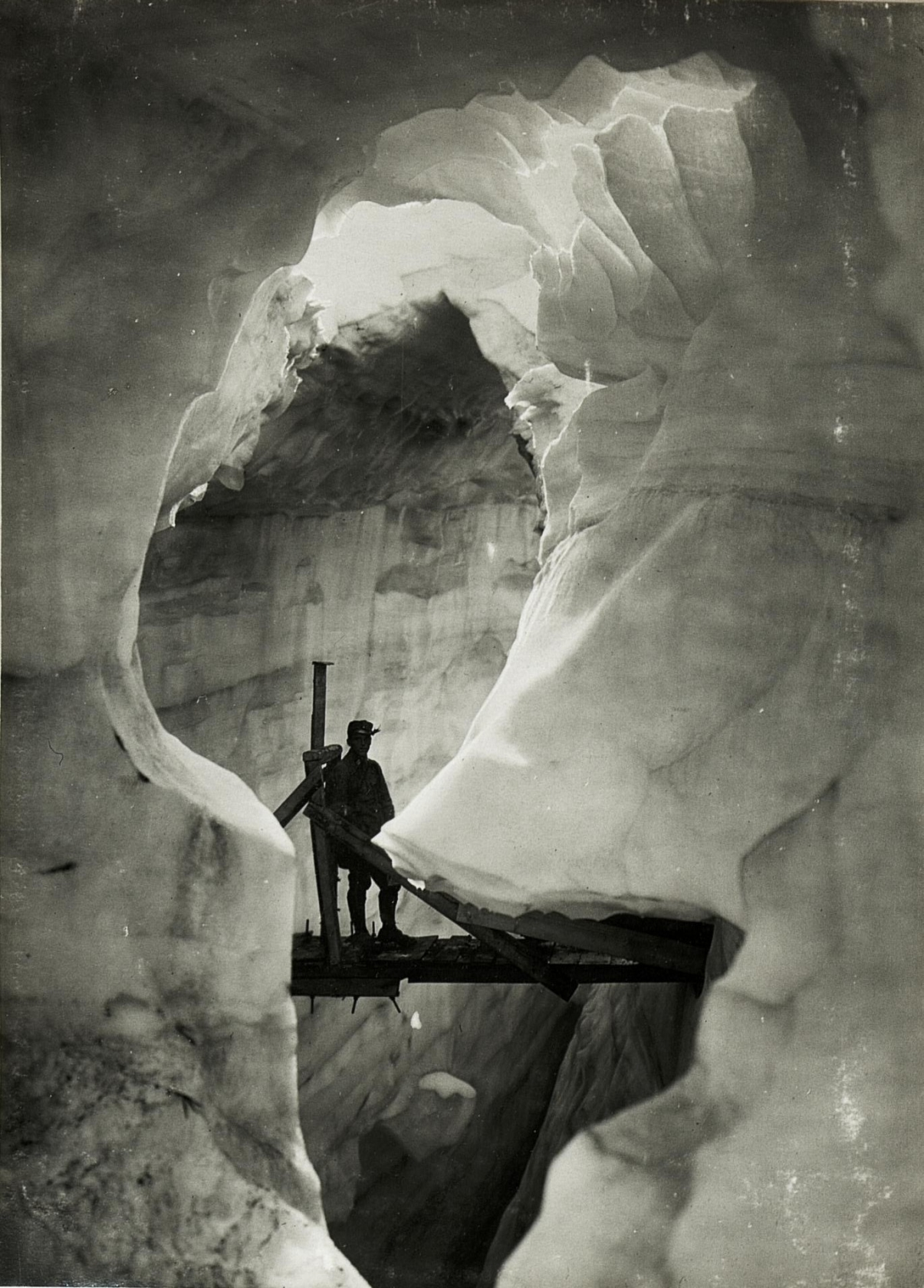
Particolare della città di ghiaccio durante la Grande Guerra

Durante la prima guerra mondiale, la Marmolada segnava un tratto del fronte italo-austriaco, e la montagna fu teatro di scontri, come confermano le postazioni ancora visibili sui versanti est e nord. Gli austriaci per difendersi scavarono addirittura un labirinto di gallerie all'interno del ghiacciaio chiamate "La città di ghiaccio" (ora scomparse a causa del naturale movimento della calotta verso valle). Il 13 dicembre 1916, giorno ricordato come la Santa Lucia nera, un'enorme valanga di un milione di metri cubi di neve e ghiaccio uccise circa 300 soldati austro-ungarici.
Oggi, la Marmolada è meta di sciatori ed alpinisti, e le località circostanti (come Canazei e Malga Ciapela) sono dei rinomati centri turistici attivi tutto l'anno.
Attualmente la vetta della Marmolada è contesa tra il Veneto e il Trentino-Alto Adige.

## Sport

### Alpinismo
La prima salita alla vetta più alta del gruppo, la Punta Penia, risale al 28 settembre 1864. Il primo salitore fu il viennese Paul Grohmann, il pioniere dell'alpinismo dolomitico, con le guide ampezzane Angelo Dimai e Fulgenzio Dimai, lungo l'attuale via normale o "del ghiacciaio". Due anni prima lo stesso Grohmann con P. Pellegrini aveva raggiunto la Punta di Rocca, di pochi metri più bassa. Entrambe le salite si svolsero lungo il versante settentrionale, occupato dal ghiacciaio, il più esteso delle Dolomiti. Le difficoltà lungo queste vie di salita sono poco più che escursionistiche, anche se l'ambiente in cui si svolgono richiedono sempre e comunque prudenza ed un po' di esperienza.
Alpinisticamente, il versante più importante è quello meridionale, che precipita con una lunga parete (chiamata "la parete d'argento") di altezza compresa fra i 600 ed i 1.000 m sulle valli di Ombretta e Contrin. Molte delle numerose vie che la percorrono hanno segnato dei punti fermi nell'evoluzione alpinistica e nella progressione delle difficoltà.

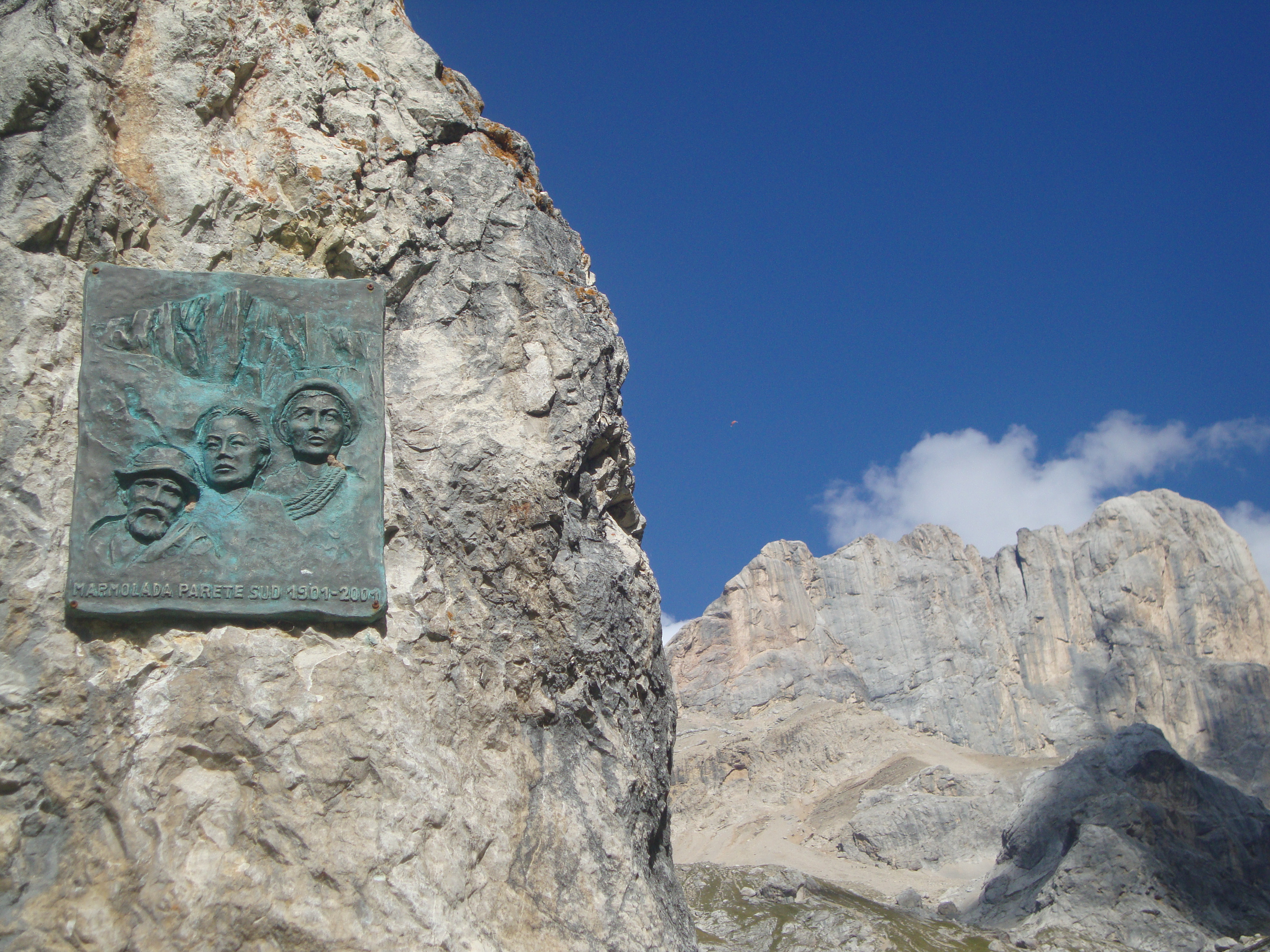
Targa a ricordo della prima salita della parete sud (1901)

La prima ascensione della Marmolada è del 1862, a Punta Rocca, da parte di Pellegrino Pellegrini con il grande pioniere Paul Grohmann e nel 1864 quest'ultimo con Angelo e Fulgenzio Dimai sale Punta Penia. La parete invece, se si esclude una via indiretta trovata dall'agordino Tomè, fu effettuata nel 1901 dalla cordata guidata da Michele Bettega e Bortolo Zagonel, con la cliente inglese Beatrice Tomasson. Al tempo la via, che sbuca quasi direttamente sulla vetta principale, rappresentava il massimo della difficoltà su roccia. Sebbene oggi si collochi nelle ascensioni di quarto grado, è una via ancora rispettabile ed impegnativa.
- Essa attacca nel centro della parete sud di Punta Penia e passa attraverso una serie di camini per raggiungere la "Prima Terrazza", poi per rampe oltrepassa la "Seconda Terrazza" per attaccare i camini finali tra Punta Penia ed il Pilastro Nino. Le difficoltà sono piuttosto continue fino alla seconda terrazza, anche se non elevate (il passo più duro è di IV+ UIAA), l'itinerario non banale da ritrovare e molto lungo.

Un altro momento importante è rappresentato dalla prima ascensione del pilastro sud della Punta Penia nel 1929 ad opera della cordata di Luigi Micheluzzi, una delle prime ascensioni di VI grado. Gli anni trenta rappresentarono uno dei periodi d'oro dell'alpinismo dell'epoca "eroica" del sesto grado. Sulla Marmolada nel 1936 furono tracciate due vie che subito acquisirono una meritata fama di impegno e bellezza: la Soldà-Conforto sulla parete sud-ovest della Punta Penia e la Vinatzer-Castiglioni sul versante sud della Punta di Rocca. Quest'ultima fu considerata per lungo tempo l'ascensione più difficile delle Dolomiti.
- La via di Micheluzzi e compagni attacca appena a sinistra della Tomasson in un piccolo anfiteatro e sale con dirittura quasi rettilinea fino in cima, cercando i punti più deboli della parete con alcuni passi di VI- UIAA ed il famoso passaggio sotto il macigno, dove bivaccarono i primi salitori e che adduce al colatoio sommitale. La via è temuta anche ai nostri giorni in quanto il colatoio sommitale rappresenta un'incognita che in alcuni casi può precludere l'arrivo in vetta o renderlo quanto mai insidioso. Infatti, durante la notte, il vento gelido della Val Rosalia abbassa bruscamente la temperatura "verglassando" la roccia. Il dislivello è di 550 m per uno sviluppo di 700 m.
- Il celeberrimo itinerario di Gino Soldà ed Umberto Conforto sale invece il lato sud-ovest di Punta Penia. La via non è stata interamente aperta dai due alpinisti valdagnesi ma la parte iniziale, fino alla grande cengia mediana è frutto di due infruttuosi tentativi di Bruno Detassis ed Ettore Castiglioni che si fermarono alla prima cengia. Molti sostengono che Soldà e Conforto rubarono letteralmente la via ai due alpinisti, ma c'è da dire che questi ultimi due impiegarono 2 tentativi, di cui uno durato tre giorni, per raggiungere stremati la cengia, mentre Soldà e Conforto, ignorando il loro tragitto, impiegarono poco più di 2 ore per ripercorrere il medesimo tratto di parete (secondo le parole dello stesso Soldà, che avrebbe letteralmente corso, arrampicando al limite della sicurezza). Oggigiorno la Soldà-Conforto è una classicissima via delle Dolomiti con difficoltà piuttosto alte, attenuabili da numerosi tratti in artificiale. Anche per questa via si presenta lo stesso problema del colatoio finale che può presentarsi ghiacciato. Lo sviluppo è di 700 m con difficoltà di VI e A2 UIAA (o VII- in libera sulla "parete nera").
- La via di Ettore Castiglioni e Gian Battista Vinatzer sale sotto la verticale della cima di Punta Rocca per una lunga serie di diedri a strapiombo e passaggi di VI+ molto continui nella parte iniziali, fino alla grande cengia che taglia in due la parete. Dopodiché essa sale una serie di camini e colatoi più facili fino alla forcella tra Punta Rocca e le torri d'Ombretta. È stata per lungo tempo considerata la via più ardua delle Dolomiti con un dislivello di oltre 1000 m (1110) di cui 200 di VI e VII. Numerose varianti sono state aperte nella parte sommitale rendendo il percorso ancor più interessante e più sicuro, in particolare quella di Messner del 1969, aperta in solitaria, raddrizza ancor più la linea di salita con passaggi difficili fino al VI+ con limitato uso di mezzi artificiali.

A partire dagli anni sessanta le ascensioni lungo nuove e sempre più impegnative vie lungo la parete si sono moltiplicate, raggiungendo oggi un numero ragguardevole, tantoché sono stati occupati quasi tutti gli spazi disponibili.
- La grande parete a placche della Marmolada d'Ombretta viene vinta da Umberto Conforto e Franco Bertoldi con un itinerario che ne sfrutta i punti deboli per fessure e camini con difficoltà fino al VI UIAA e sale il lato orientale dell'Ombretta (1939).
- Armando Aste e Francesco Solina salgono direttamente le grandi placche della "Parete D'argento" aprendo una via di roccia solida e difficoltà molto elevate e continue che chiamano "Ideale", facendo uso anche dei chiodi ad espansione (1964). La loro via è divenuta una grande classica della Marmolada con difficoltà di VI in molti tratti della parte inferiore e VII nel famigerato "tiro dei chiodi ad espansione" e supera un dislivello di oltre 1000 m. L'uscita originale non è più percorsa e le si preferiscono altre varianti più sicure ed interessanti.
- Sempre gli stessi Aste e Solina aprono un'altra grande e temuta via nel settore est di punta Rocca, lungo una serie di diedri e di stretti camini nella parte sommitale che chiamano "Canna d'organo" (1965). Questa via, a detta dello stesso Aste è una valida sorella della via Ideale, anche se le sue difficoltà sono leggermente inferiori. Il grande problema della Canna d'organo è dato dall'estrema pericolosità dei camini che in caso di temporale diventano vere e proprie condotte di scolo dell'acqua. Le difficoltà, per quanto non elevatissime non cedono un istante ed oggi la via è pochissimo attrezzata. Supera 1100 m con difficoltà di V+ e passi di VI.

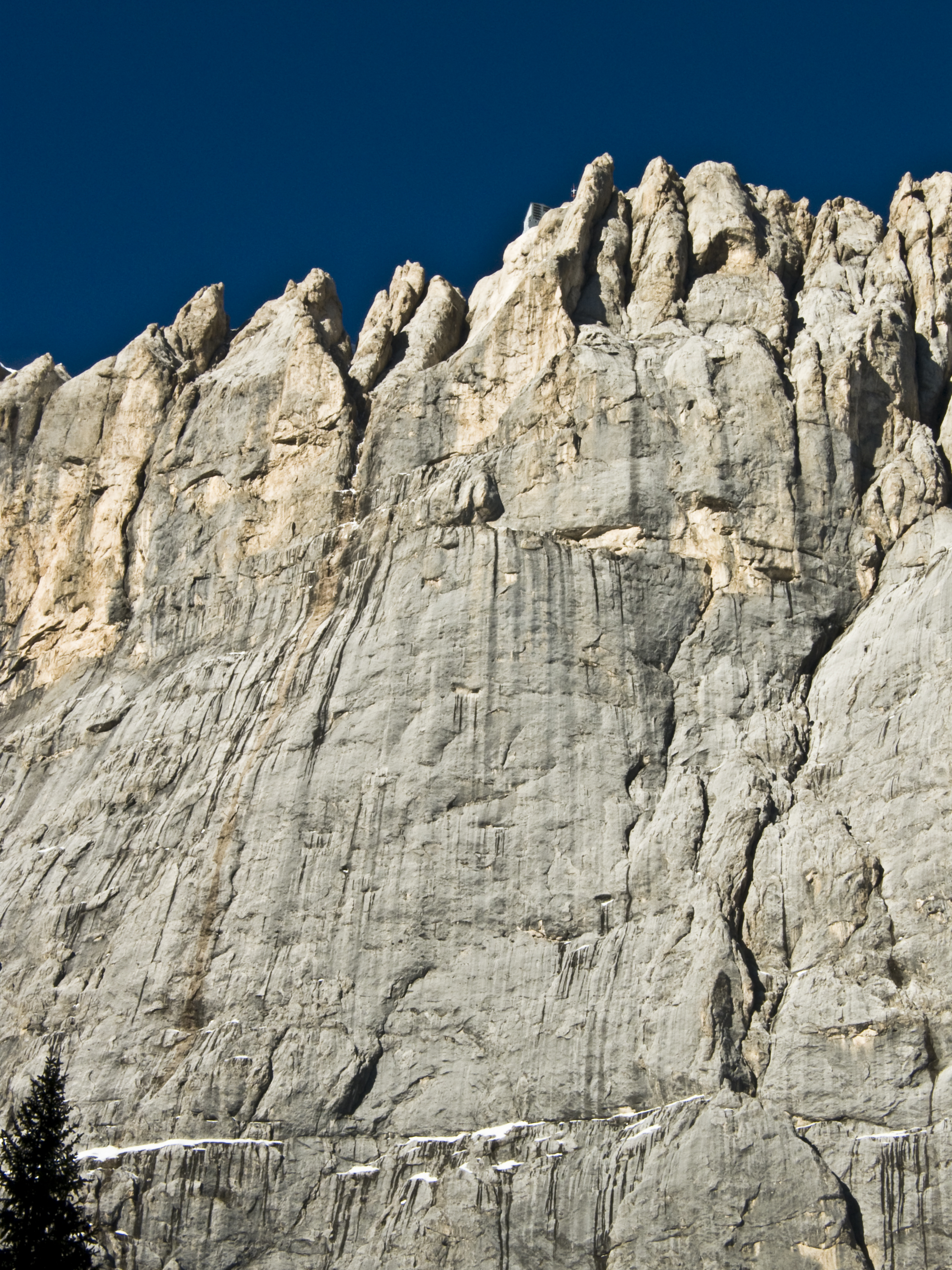
La parete sud della Marmolada d'Ombretta su cui sale la via Attraverso il Pesce (la cengia a forma di pesce è ben visibile al centro della foto)

In questo contesto rappresenta un punto importante la via dei cecoslovacchi Koller e Sustr, che nel 1981 aprirono la famosissima via "Attraverso il Pesce", un vero banco di prova per l'arrampicata estrema che qui sfiora i limiti del IX grado. Nel 1982 l'austriaco Heinz Mariacher traccia l'altrettanto celebre via "Tempi Moderni", che segna, assieme a quella dei cecoslovacchi, un ritorno in grande stile all'arrampicata libera dopo i decenni precedenti segnati dall'evoluzione dell'arrampicata artificiale. Oggi si contano 180 vie sulla parete della Marmolada.
- La famigerata via "Attraverso il Pesce" (tedesco: "Weg durch den Fisch") del 1981 di Koller e Sustr sale direttamente le grandi placche della parete meridionale dell'Ombretta, rimanendo sempre un po' a sinistra della verticale della nicchia che viene raggiunta con passi rocamboleschi. È una via famosa in tutto il mondo, con difficoltà molto elevate e continue nel tratto di parete attorno alla nicchia dove c'è il famoso passaggio del diedro svasato (di VIII+) e con altri passi in placche con piccoli fori che si mantengono sempre attorno al VIII UIAA con un passo di IX- poco dopo la nicchia. La via è stata aperta anche grazie all'aiuto dei cliff-hangers ed oggi ha alcune protezioni lasciate nelle ripetizioni che consentono di ripercorrerla in arrampicata libera. Dislivello: 1280 m, con difficoltà di VI, VII continue per 250 m e passi in A2-A3 sui cliff o di VIII+ (7b).
- La via Tempi Moderni si sviluppa a destra dello spigolo sud della Punta Rocca, aperta da Mariacher e Iovane nel 1982 ed è oggi un'altra grande classica estrema delle Dolomiti con difficoltà fino al VII+ (all'inizio) e VI+, VII nella parte superiore. Anch'essa supera più di 1000 m di dislivello ed è un vero capolavoro dell'arrampicata libera moderna.
- Nel 1979 la Marmolada viene visitata la prima volta dai roveretani Graziano Maffei, Paolo Leoni e Mariano Frizzera che compiono la via Karol Wojityla sul Pilastro Lindo di Punta Penia (700 m di VI+, A3 ed 1 pp A4). Successivamente tornano altre volte portando a termine vie sempre più dure quali: Via dei Quarantenni (750 m VI+ e A3), Ultimo Paracadutista (750 m, VI+ e A4), Ultima foglia gialla d'autunno (300 m, VII e A4), Via del Secolo (VI e A3) e la più importante via della Cattedrale, vero e proprio monumento della Marmolada (1100 m di VI+ e A4), superata da Pietro dal Prà in libera con difficoltà di 8a+ e tiri di 7b/7c.

Dal versante orientale della Marmolada d'Ombretta scende un complesso montuoso chiamato Serauta. Esso è costituito da 4 elevazioni: il Serauta, Piz Serauta, Monte Serauta (sulla cresta nord) ed antecima. Il Piz Serauta e l'antecima presentano una vasta parete verso sud che è stata teatro anch'essa di una vera e propria gara per la sua conquista. In particolare la parete dell'antecima è rotta sul lato sinistro da enormi camini detti strisce di Melafiro.
- Nel 1942 la parete sud è conquistata da Gino Pisoni ed Ettore Castiglioni per un arduo itinerario che percorre un grande camino rivolto verso il canalone de la S'Cerosa, 700 m di VI.
- Armando Aste e Toni Gross conquistano la parete sud dell'antecima nel 1958, attraverso un grande diedro al centro della parete. Aste aveva tentato più volte, dapprima nei camini di Melafiro, poi nel diedro con Andrea Oggioni, ma si era arrestato al tiro chiave. La via è dedicata all'associazione Ezio Polo. Supera un dislivello di 600 m dalla cengia dei Camosci, aperta in arrampicata libera fino al VII UIAA nel famoso tiro chiave.
- Sempre Armando Aste, con Franco Solina sale una grandiosa successione di diedri sulla parete del Piz Serauta, nel 1959, via che chiamerà Madonna Assunta (è il 15 agosto). A detta di Aste è la sua via più dura, 700 m di V, VI e A2 su roccia friabile e difficile da chiodare.
- Nel 1982 arriva al Serauta un forte alpinista solitario, Riccardo Bee, che realizza 3 itinerari molto impegnativi sulla parete dell'antecima del Serauta: la via della Diagonale (V e A2), la Seppe Conse (VI e A2 o VII+) e la terribile via delle Zurle. In quest'ultima Riccardo vince il camino di destra, il più marcato, delle strisce di Melafiro. È un'ascensione in ambiente orrido ed opprimente, su roccia particolarmente friabile e con difficoltà esasperanti: 500 m VI+, A3.
- Intensa è l'attività alpinistica del roveretano Maurizio Giordani (1959) sulla parete sud. In breve si può condensare in una cinquantina di ripetizioni, oltre una cinquantina di nuove vie di difficoltà estrema, una decina di prime invernali e diverse prime solitarie, in inverno, su vie nuove o in free solo. Ecco le più significative:

1982
Via Rovereto - prima salita
1983
Via don Quixote e via Hatschi Bratschi - prima invernale
Via S. Pertini, via Irreale e via Ali Babà - prima salita
1984
Via Moby Dick e via Speedy Gonzales - prima salita
1985
Via Ezio Polo - prima solitaria invernale e via Maria Assunta - prima invernale
Via Olimpo, via Estasi, via Futura, via Athena e via Fortuna - prima salita
Via Ideale, via Meteora, via Medusa e via Tempi Moderni - Free solo
1986
Via Attraverso il pesce - prima invernale
1988
Via Specchio di Sara - prima salita
1989
Via Abrakadabra - prima invernale
Via Andromeda - prima salita
1990
Via attraverso il pesce - prima solitaria
1993
Via Excalibur - prima salita
1995
Via Fantasia - prima salita
1997
Via Mercanti di sogni - prima salita
2001
Via Placca del Beppe - prima salita 
2006
Via Colpo di coda e via Incompiuta - prima salita
2012
Via Piacevolissima e via 6 Pilastri - prima salita
2017
Via Verso il Pescione - prima salita
Le ricerche di Giordani si concretizzano anche nella pubblicazione di un libro sulla storia dell'alpinismo (Marmolada - sogno di pietra - Reverdito editore 1986) e di tre guide sugli itinerari della parete sud (Marmolada - parete d'argento - Edizioni mediterranee 1986, Marmolada - parete sud - Versante sud 2006 e aggiornamento 2017).

### Escursionismo

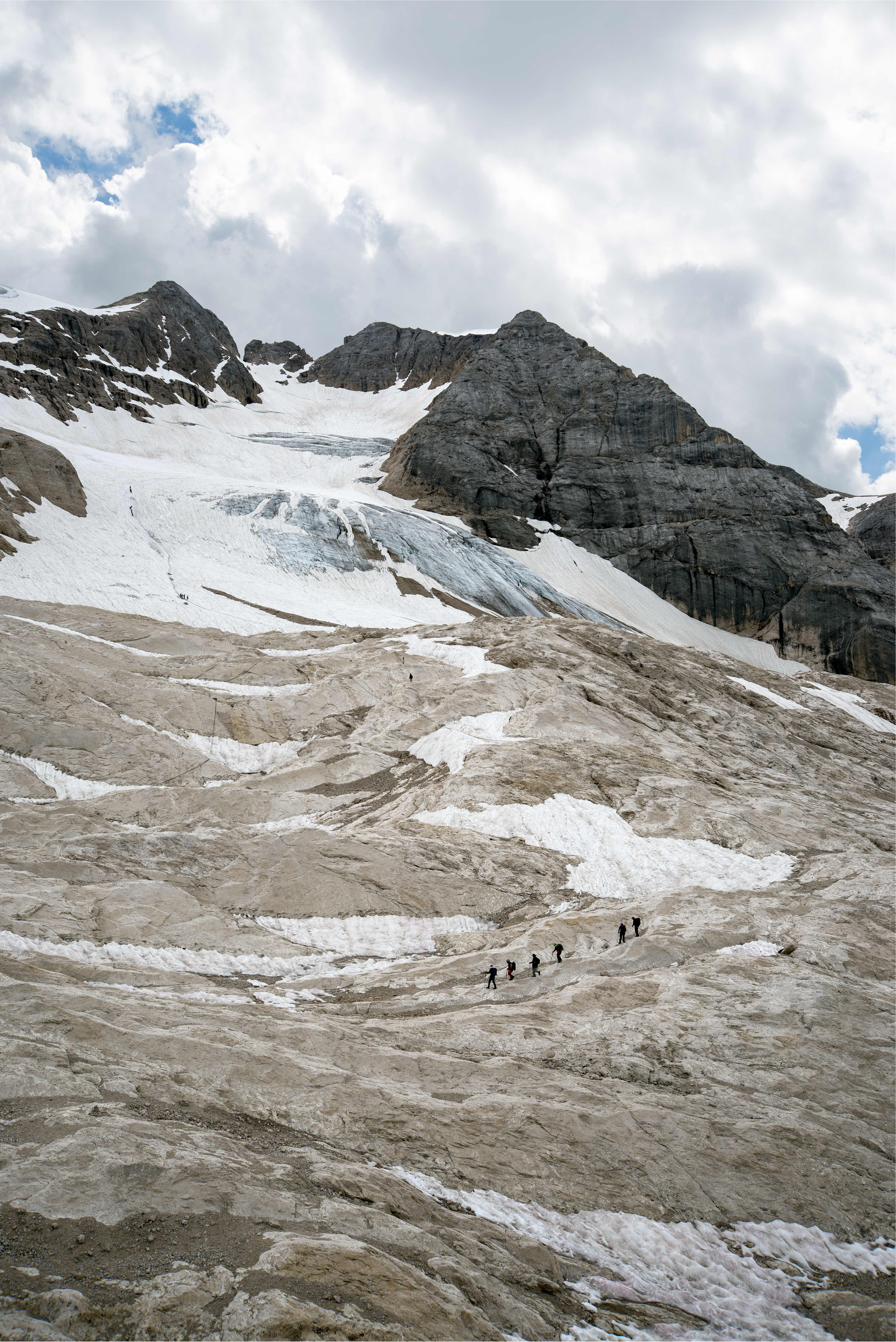
La Marmolada a Pian dei Fiacconi

La via ferrata Punta Penia (o ferrata cresta ovest) è un classico itinerario, una delle vie ferrate più antiche d'Italia e al mondo, costruita inizialmente nel 1903 all'epoca in territorio austro-ungarico, conosciuta come Hans Seyffer Weg; in estate, consente di raggiungere la vetta senza troppe difficoltà. Raggiungibile comodamente sia dal versante sud, dalla val Ombretta (dove come punto d'appoggio si può usufruire del rifugio Onorio Falier) oppure dalla Valle del Contrin (dove sorge l'omonimo rifugio), che dal versante nord (dal lago di Fedaia), essa parte da Forcella Marmolada e consente l'ascesa ai 3.342 metri della cima in circa 5 ore. 
La via normale a Punta Penia parte direttamente da Pian dei Fiacconi, attraversa il ghiacciaio fin sotto una rampa rocciosa che supera (I UIAA) fino alla cresta sommitale. Qualche crepaccio lungo il tratto ghiacciato. La salita nell'estate 2022 è stata interdetta a seguito della valanga che uccise 11 persone. 
La Punta Rocca si raggiunge in pochi minuti dalla funivia e la traversata da questa a Punta Penia è un itinerario con difficoltà di III UIAA e passaggi in roccia molto spesso ghiacciati.

### Sci

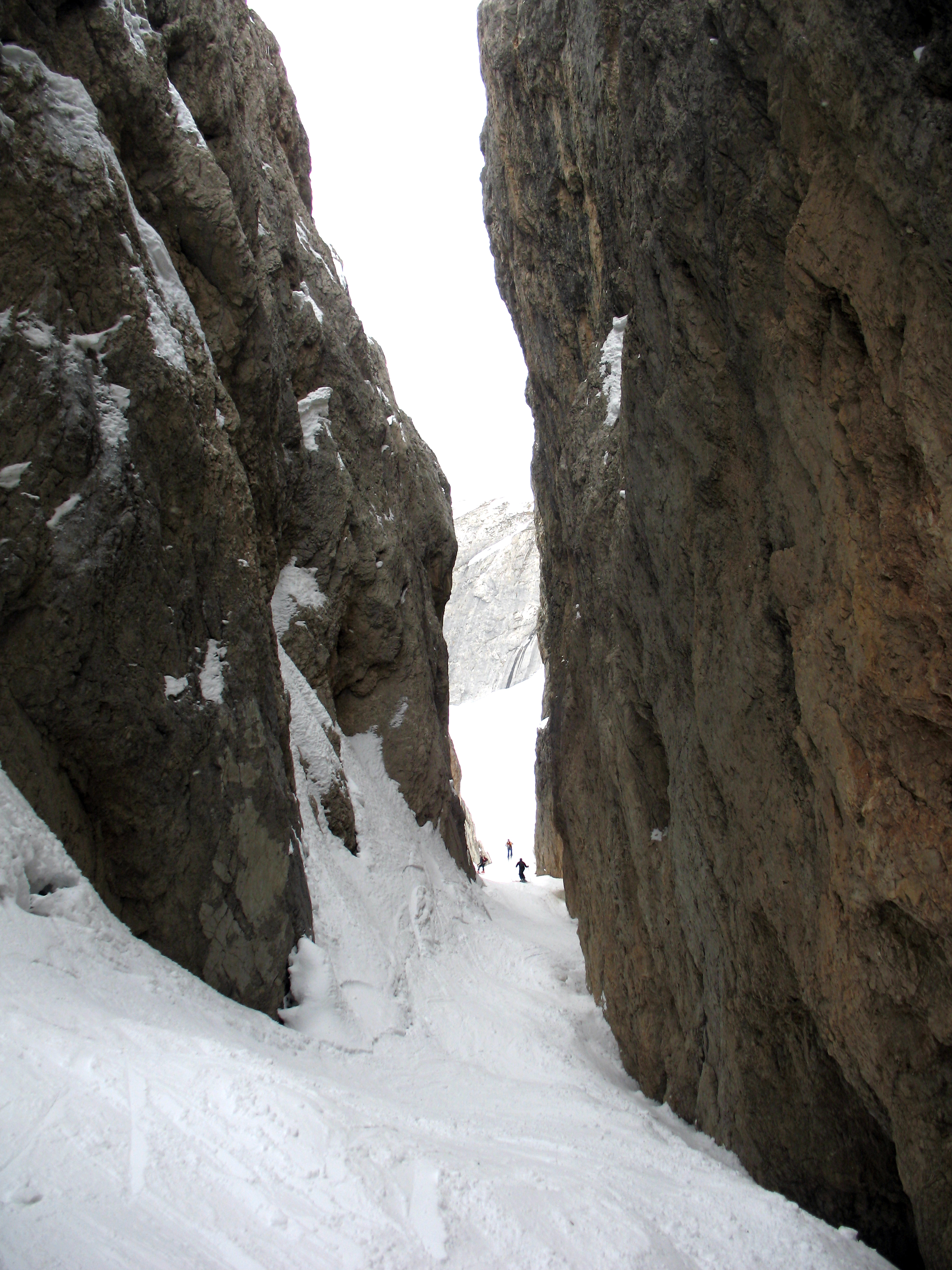
Discesa attraverso il canyon

In inverno la Marmolada offre varie opportunità sciistiche con il collegamento al comprensorio di Arabba. La pista più rilevante, detta "la Bellunese" è quella che parte da Punta Rocca (3.265 m) e arriva a Malga Ciapela (1.446 m) per un totale di ben 12 km di pista (nonché la pista più lunga delle Dolomiti). Da Malga Ciapela è inoltre possibile raggiungere con gli sci il paesino di Sottoguda, attraverso la meravigliosa gola dei Serrai di Sottoguda un canyon lungo 2 km con pareti a picco di oltre 100 metri.
Dal 2006 è stata riproposta la gara del Super Gigantissimo della Marmolada (6 km di lunghezza, 1.400 m di dislivello e 110 porte) inserita nel contesto dello Ski Challenge Dolomiti Stars; tre gare di fine stagione per campioni dello sci e appassionati, durante i quali confrontarsi su tracciati fuori dal comune in termini di lunghezza.
Fino a qualche anno fa le condizioni del ghiacciaio permettevano la pratica dello sci estivo lungo 2 o 3 piste alle quali era possibile accedere tramite la funivia e 2 skilift con partenza a quota 2.850 m e arrivo attorno ai 3.000. Le piste sono state chiuse nel 2003 per lavori di ammodernamento degli impianti: l'attuale situazione non favorevole del ghiacciaio rende impraticabile lo sci estivo.

## Galleria d'immagini

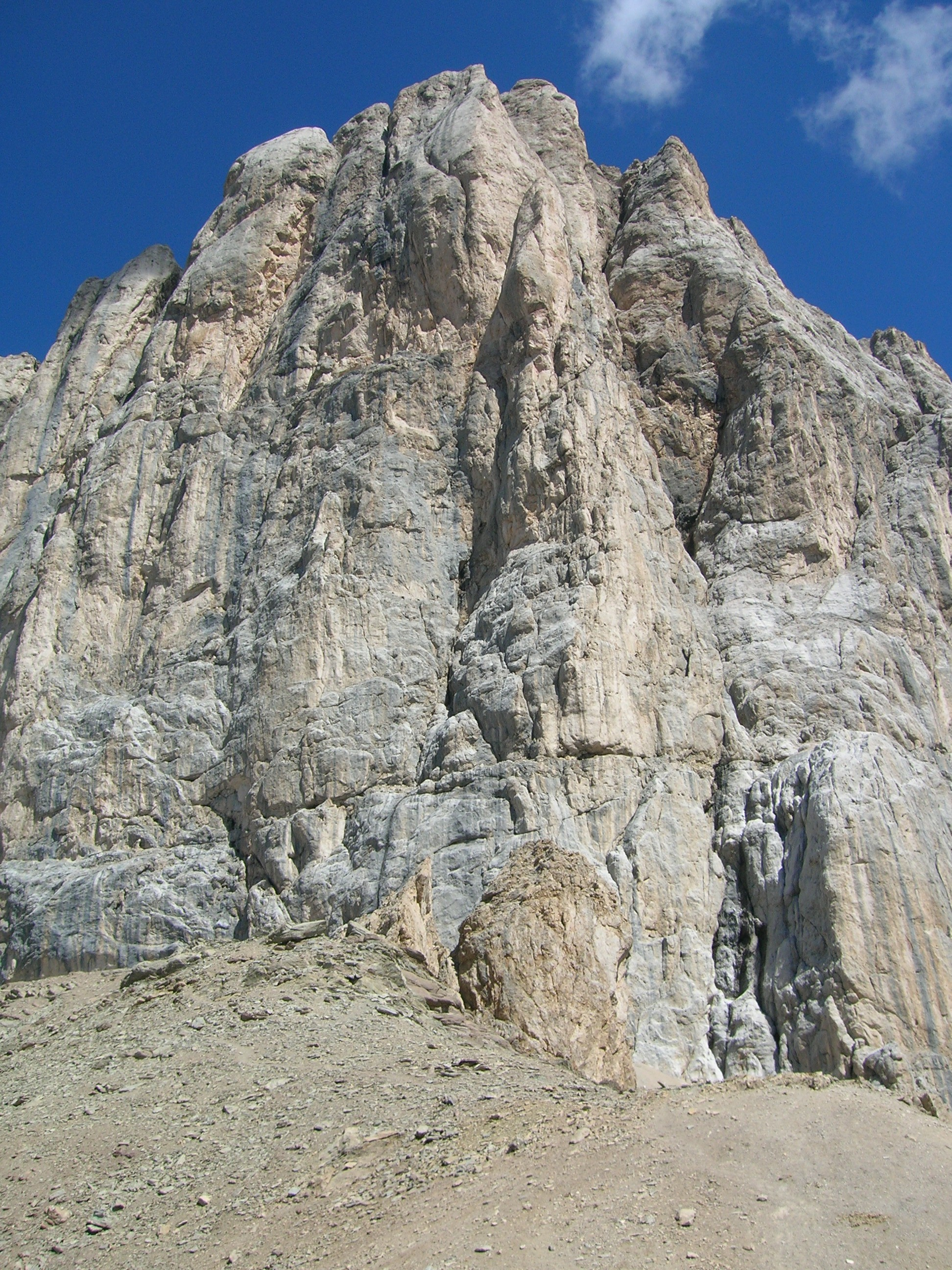
La parete Sud-Ovest della Marmolada
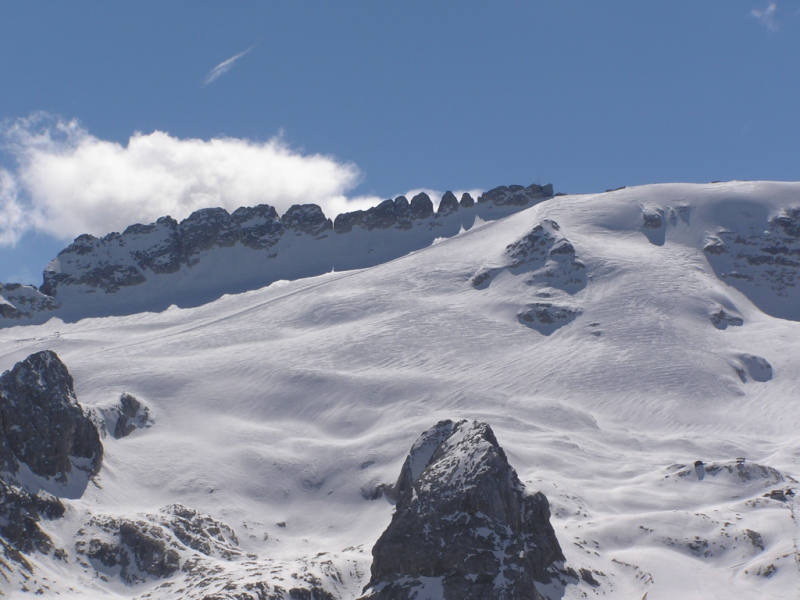
Sasso delle Undici e Sasso delle Dodici che sovrastano il ghiacciaio della Marmolada
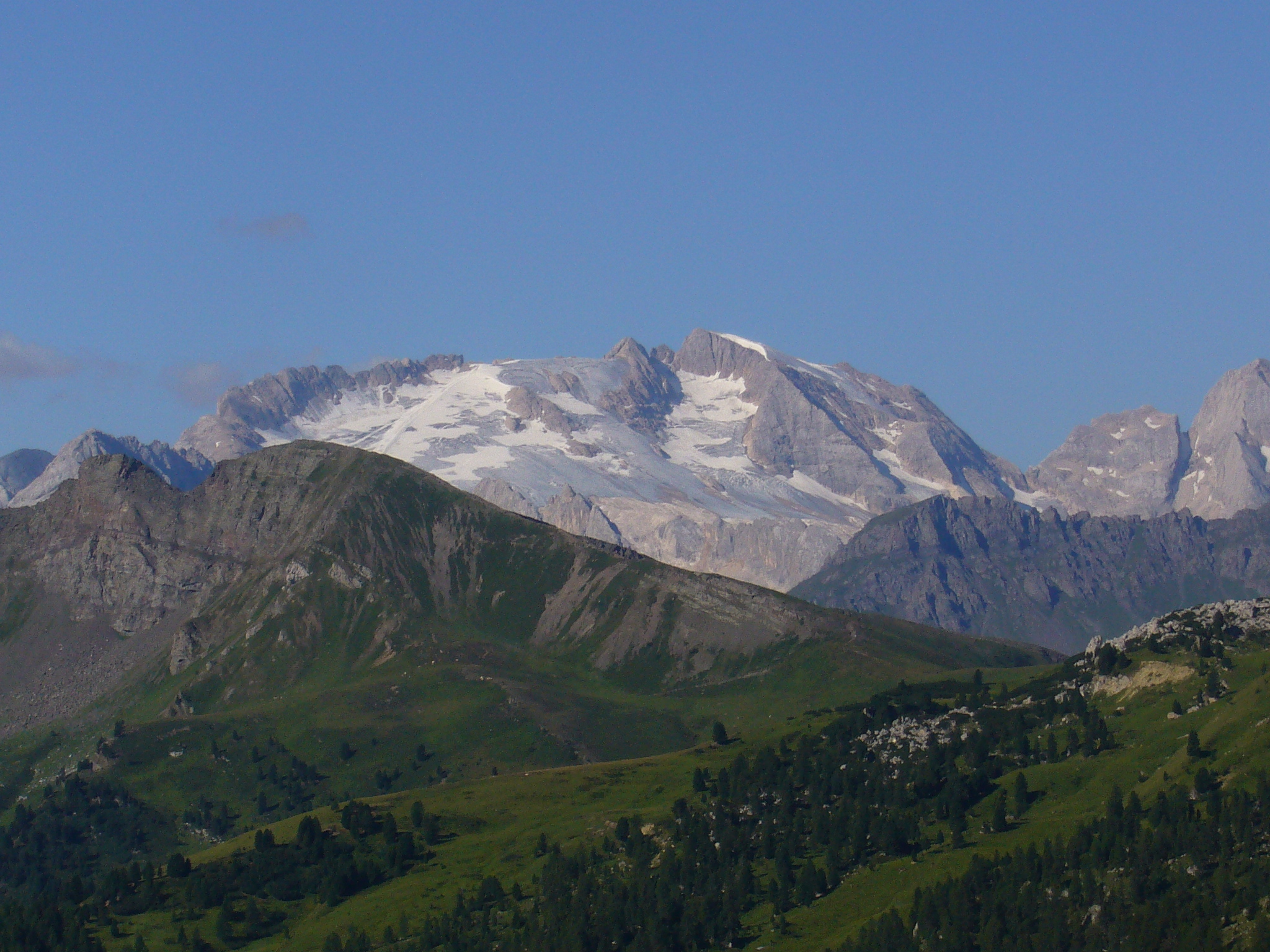
Ghiacciaio estivo della Marmolada visto dal Passo di Valparola
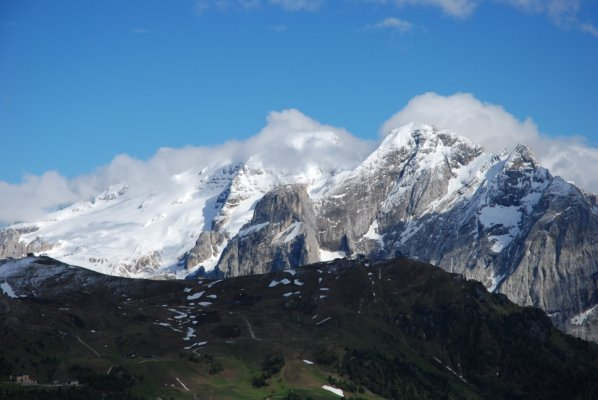
Il Gran Vernel
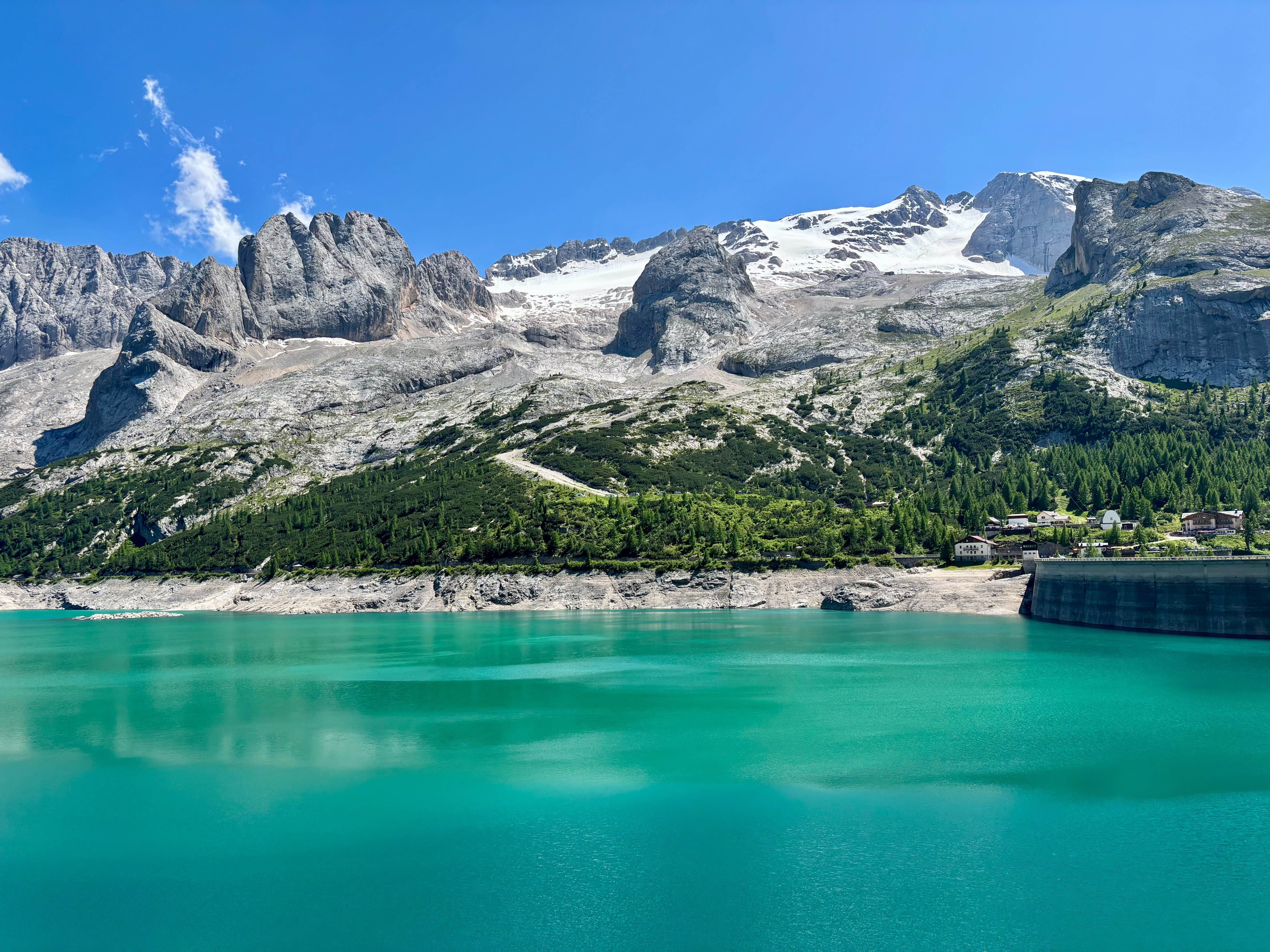
Il Lago Fedaia
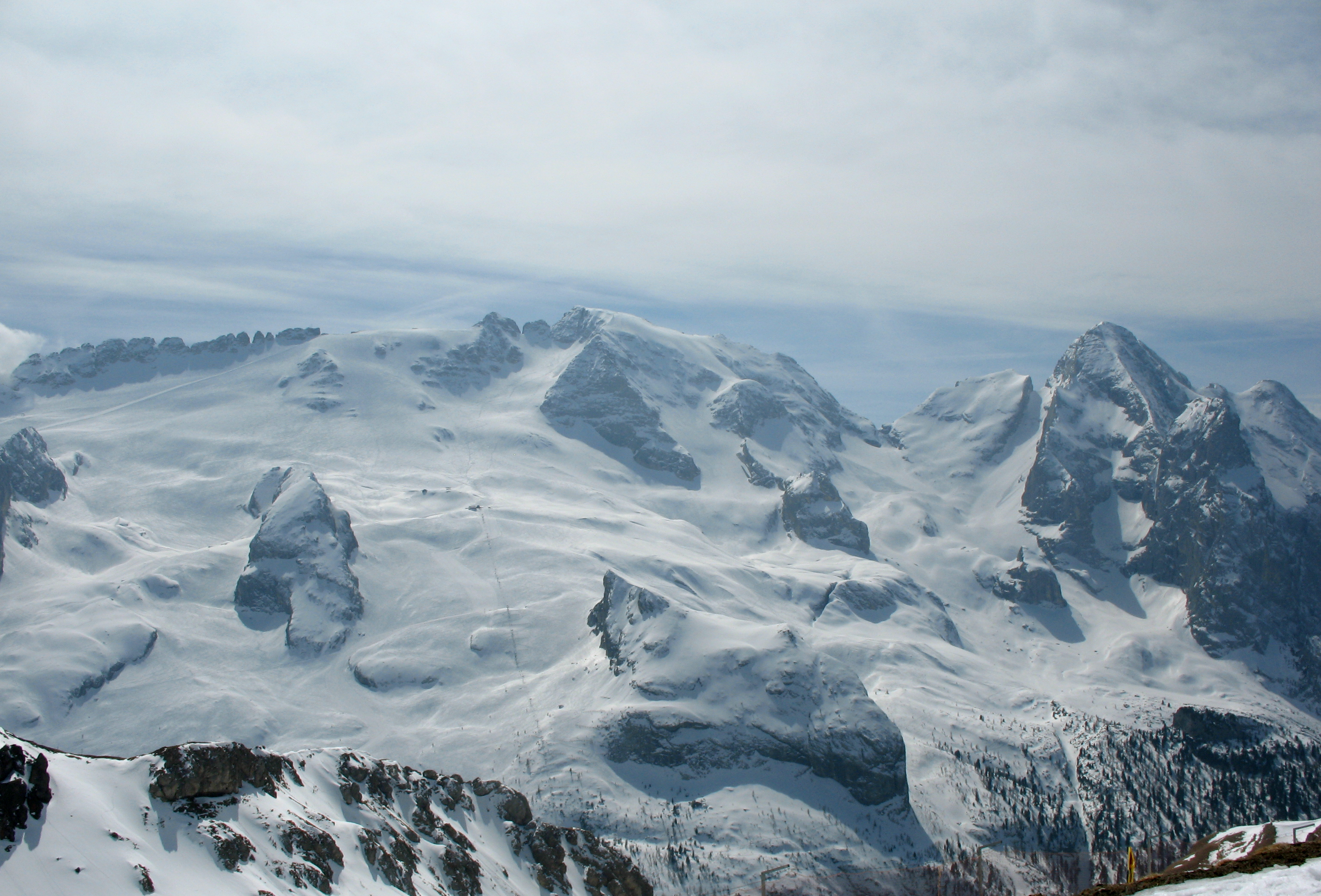
Versante NO con il canyon (piccola fessura)
La Marmolada vista dalla Malga Contrin
La Marmolada da Pian dei Fiacconi
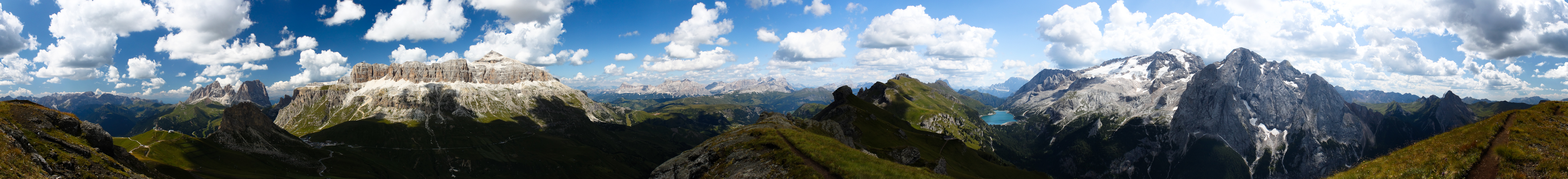
Panorama a 360° su Marmolada, Fedaia e gruppo del Sella
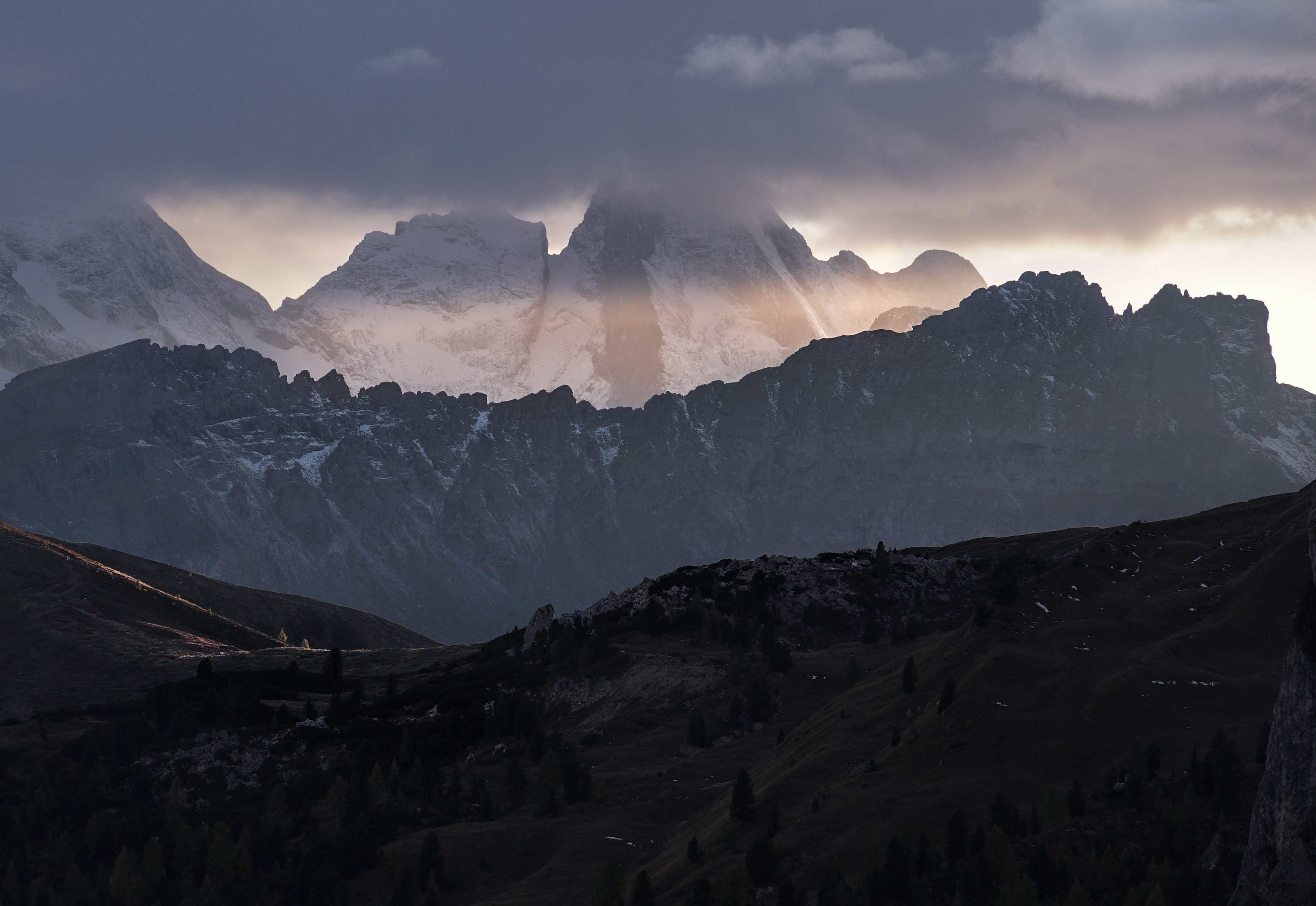
Marmolada. parete sud est. vista dal passo Falzarego